# J・ボルジェス

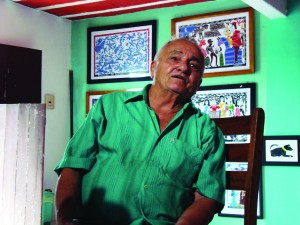
J・ボルジェス

J・ボルジェス（J. Borges、1935年8月4日 - 2024年7月26日）ことジョゼ・フランシスコ・ボルジェス（José Francisco Borges）は、ブラジルの芸術家、コルデル作家、詩人。ブラジル北東部ペルナンブーコ州ベゼーホス出身。
ペルナンブーコ州で創作活動を始め、1970年代に制作した版画作品がグローボテレビの連続ドラマ「ホッキ・サンテイロ」（Roque Santeiro）のオープニングに用いられ、ウルグアイのジャーナリスト、エドゥアルド・ガレアーノの著書『Las palabras andantes』の表紙を飾ったのをきっかけに国内外で認められた。この頃からコルデル作品を離れたより大きな版画を制作し、海外での展示の道が開け、1990年代からアメリカやヨーロッパを中心に展覧会を開かれた。

## 経歴
8歳のときから少年時代を通してすでに父親と耕起に従事。10歳のときから彼はすでに木製見本市で作品を販売していた。陶芸作家として手作りおもちゃを作り、ひも本を売っていたという。
21歳のとき、2か月で5,000部以上を売り上げたマスターディラの木版画によって「ペトロリーナの荒野で二人のカウボーイの会」を作る。
イラストレーターを雇うお金がなかったためそれを自分でやることに決め、カルミア教会のファサードを彫り始めて以来、彼はカスタムマトリックスを作成し始め、生涯に200を超える文字列を発売した。
コレクターとディーラーによって見いだされて以降に作品が国の学界に持ち込まれてからは、1970年代からエドゥアルド・ガレアーノ「As Words Andantes」の表紙デザイン担当とともに彫刻はヘジ・グローボのメロドラマのオープニングに採用。1992年にはチューリッヒのシュテリギャラリーとニューメキシコシティのサンタフェ・ミュージアム・オブ・フォークアートなど、海外での展示も実現。それから、ヨーロッパとアメリカ での新しい展示会も開催。
ヨーロッパとアメリカで招待され、木版画と木彫りを教えた。
ボルジェスはフェルナンド・エンリケ・カルドーゾ大統領から功労勲章を授与され、教育/文化的行為の分野でもユネスコ賞を受賞。2002年、毎年恒例の国連カレンダーを説明するために選ばれた13人のアーティストの一人となった。版画「A Vida na Floresta」（森の生活）は年頭を飾る。2006年にはニューヨークタイムズ紙で採り上げられる。作家アリアーノ・スアスナは彼を、ブラジル北東部の民衆文化のもっとも優れた記録者と評価している。
彼の木版画はさまざまなサイズで大量に印刷され、知識人、芸術家、美術コレクターに販売されている。画像着色において独自のテクニックを備え、貧しい人々の日常、カンガソ、愛、空の罰、謎、奇跡、犯罪と腐敗、大衆の歓喜、宗教といったテーマに常にピカルディアな表現を心掛けて、北東部地域にリンクしたものとなっている。
彼の故郷にはJ・ボルジェス記念館が開かれ、彼の作品と私物の一部が展示されている。日本の国立民族学博物館もボルジェスの作品を多数所蔵している。
ペルナンブーコの生活遺産の一つともなっている。
2024年7月26日に死去。88歳没。